# Simón Sarlat Nova
Simón Sarlat Nova. (San Juan Bautista, Tabasco 13 de diciembre de 1839 - Ciudad de México 14 de abril de 1906) Fue un médico y político que nació en San Juan Bautista de Tabasco, en el estado mexicano de Tabasco, el 13 de diciembre de 1839, y falleció en la Ciudad de México el 14 de abril de 1906.
Fue hijo del matrimonio formado por el médico Simón Sarlat García (quien fuera gobernador y comandante general del Estado de Tabasco del 28 de marzo al 8 de noviembre de 1858) y María de Jesús Nova.
Simón Sarlat Nova, obtuvo el título de médico cirujano en 1863 de la Escuela de Medicina de la Ciudad de México, y se casó con Amanda Dueñas Magdónel el 7 de noviembre de 1877.

## Gobernador de Tabasco
Fue once veces Gobernador de Tabasco, de los cuales fueron 3 por elección constitucional y las demás en forma interina, cuatro de ellas dentro de la administración de Victorio Victorino Dueñas, entre 1873 y 1874. La primera ocasión que ocupó la gubernatura fue del 1 de diciembre de 1873 al 1 de abril de 1874, y la última del 15 de agosto al 31 de diciembre de 1894.
En su calidad de Vicegobernador ocupó por primera vez la gubernatura de Tabasco en forma interina del 1 de diciembre de 1873 al 1 de abril de 1874. Posteriormente fue elegido Gobernador Constitucional, cargo que desempeñó del 1 de junio de 1877, hasta el 31 de 1880, período en el cual dejó la gubernatura en dos ocasiones, la primera del 30 de septiembre al 30 de noviembre de 1879 en que gobernó Francisco de Lanz y Rolderart y del 24 de mayo al 6 de julio de 1880 en que gobernó Manuel Foucher.
También fue gobernador constitucional del 1 de octubre de 1888 al 31 de diciembre de 1890, período en que dejó la gubernatura en dos ocasiones en manos de Calixto Merino Jiménez, siendo reelecto para el período del 1 de enero de 1891 al 31 de diciembre de 1894. En este lapso, dejó la gubernatura en tres ocasiones, la primera del 1 de marzo al 11 de septiembre de 1891 en manos de Calixto Merino Jiménez, la segunda del 17 de agosto al 1 de diciembre de 1892 en manos de Joaquín Zeferino Kerlegand y la tercera del 12 de marzo al 15 de agosto de 1894 dejando en el cargo interinamente al general Abraham Bandala Patiño

### El Instituto Juárez
Dentro de sus obras más importantes, destaca la creación del Instituto Juárez, que sería la primera institución de estudios superiores en el estado, (y que hoy es la Universidad Juárez Autónoma de Tabasco) que inauguró el 1 de enero de 1879 en un edificio que él mismo donó y que más tarde fue ampliado para dar cabida a la gran cantidad de estudiantes.

### El Hospital Civil
En 1880 Simón Sarlat inauguró el Hospital Civil, dependiente del gobierno del Estado, y que estuvo en operación hasta 1937. Contaba con servicios de consulta externa, cirugía, curaciones y una sala para enfermos contagiosos.

### El Palacio de Gobierno
Otra de las obras de gran trascendencia realizada por el Dr. Sarlat, fue la terminación y la inauguración del actual Palacio de Gobierno de Tabasco realizada el 13 de diciembre de 1894, y del cual fue su principal promotor.

## Benemérito de Tabasco
El Congreso del Estado, lo nombró "Benemérito de Tabasco" el 22 de febrero de 1881, en reconocimiento a su "contribución decidida al progreso y desarrollo de Tabasco".

## Otros empleos
Simón Sarlat fue elegido Diputado local de 1867 a 1869 perteneciendo a la III Legislatura. También se desempeñó como Cónsul de México en Barcelona, España. A mediados del año 1900 regresó a México y ese mismo año fue elegido Senador por el estado de Tabasco.

## Fallecimiento
Siendo Senador falleció en la Ciudad de México el 14 de abril de 1906 a la edad de 67 años. Sus restos descansan en el panteón de La Piedad, en la ciudad de Puebla.
Su nombre está escrito en el "Muro de Honor del Estado de Tabasco" y en la "Sala de los Hombres Ilustres" del H. Congreso del Estado de Tabasco. En su honor, escuelas y calles en la ciudad de Villahermosa y en muchas otras ciudades del estado, llevan su nombre, el cual también lo llevan varias poblaciones y rancherías del estado.